# Francesco Garbarino
Francesco Garbarino (Génova, 1607 – Génova, 1672) foi o 120.º Doge da República de Génova e rei da Córsega.

## Biografia
O seu mandato, o septuagésimo quinto na sucessão bienal e o centésimo vigésimo na história republicana, foi caracterizado pela continuação de várias obras públicas no território republicano, como o Molo Nuovo em Génova, a fortaleza de Vado Ligure e na zona de Savona, sob proposta favorável dos protetores do Banco de São Jorge, a abertura de uma nova estrada.